# František Fechtner
František Fechtner (1. ledna 1883, Libochovičky – 25. října 1964, Libochovičky) byl zahradník, později úředník a preparátor Botanického ústavu Univerzity Karlovy v Praze, houbař a znalec hub, který mimo jiné úzce spolupracoval botanikem a mykologem Josefem Velenovským. Velenovského zásoboval houbami (především hřibovitými) a informacemi o jejich výskytu během příprav podkladů pro přelomové dílo České houby (1920, resp. 1920–1922).
Autor mu přičítá zásluhy mj. u následujících druhů: Hřib zelenavý (Boletus griseus) 1), kozák krvavý (Boletus sanguinescens) 2), hřib černavý (Boletus nigrescens), hřib Fechtnerův (Boletus fechtneri), hřib růžovník (Boletus fuscoroseus), hřib skvrnitý (Boletus Obsonium, dnes Hemillecinum depilatum), hřib kříšť (Boletus pachypus, dnes Boletus calopus), hřib červenka (Boletus calopus) 4), hřib nepravý (Boletus pseudobadius) 5), hřib brotanový (Boletus radicans) 6) a některých dalších.
1) dnes zvaný kozák habrový (Leccinum carpini)
2) dnes zvaný křemenáč krvavý (Leccinum populinum)
3) dnes zvaný kozák dubový (Leccinum crocipodium)
4) dnes zvaný hřib kříšť (Boletus calopus)
5) dnes řazen pod hřib hnědý (Xerocomus badius)
6) dnes zvaný hřib medotrpký (Boletus radicans)
Velenovský na počest „pilného svého sběratele hub“ pojmenoval nově popsaný druh, hřib Fechtnerův (Boletus fechtnerii), který mu Fechtner pravidelně nosil z teplých vápenatých hájů u Roblína. Velenovský používal pro Františka Fechtnera zkratku Fchtr, Fchr. či Fchr.